# Alina Rosenberg
Alina Rosenberg (* 29. April 1992 in Konstanz) ist eine deutsche Behindertensportlerin.

## Werdegang
Alina Rosenberg wurde in Konstanz geboren. Sie ist schwerbehindert und leidet unter Spastischer Diplegie. Sie ist als Einzel- sowie als Mannschafts-Reiterin im Bereich Dressurreiten aktiv. Im Alter von 19 Jahren nahm sie an den Europameisterschaften 2011 teil, bei denen sie in der Championskür den 5. Platz belegte. Auch an den Europameisterschaften 2017 nahm sie teil und belegte in der Kür den 3. Platz und wurde mit der Mannschaft Vierte.
Ihren bisher größten Erfolg erzielte sie bei den Paralympischen Sommerspielen 2016 in Rio de Janeiro. Hier erkämpfte sie sich mit der Mannschaft den 2. Platz und errang damit eine Silbermedaille. Außerdem erreichte sie in Einzel-Kür den 4. Rang.
Für den Gewinn der Silbermedaille bei den Paralympischen Sommerspielen 2016 wurde sie von Bundespräsident Joachim Gauck am 1. November 2016 mit dem Silbernen Lorbeerblatt ausgezeichnet.